# Peru op de Olympische Zomerspelen 1948
Peru nam deel aan de Olympische Zomerspelen 1948 in Londen, Engeland. De gouden medaille bij het schieten was de allereerste olympische medaille in de geschiedenis voor Peru.

## Medailleoverzicht
| Sport       | Olympiër      | Discipline      | Medaille |
| ----------- | ------------- | --------------- | -------- |
| Schietsport | Edwin Vásquez | 50m pistool (m) | Goud     |

## Deelnemers en resultaten

### Atletiek
| Olympiër           | Discipline               | Resultaat   | Prestatie |
| ------------------ | ------------------------ | ----------- | --- |
| Santiago Ferrando  | 100m (m)                 | series      | serie 10: 4de in 11,9 |
| Máximo Reyes       | 100m (m)                 | series      | serie 4: 4de in 11,04 |
| Santiago Ferrando  | 200m (m)                 | kwartfinale | serie 10: 2de in 22,5 kwartfinale 3: 5de                                                                                    |
| Santiago Ferrando  | 400m (m)                 | DNS         | serie 6: niet gestart |
| Antero Mongrut     | 800m (m)                 | series      | serie 2: 6de in 1.58,7 |
| Antero Mongrut     | 1500m (m)                | series      | serie 1: 10de |
| Hernán Alzamora    | 110m horden (m)          | series      | serie 6: 4de |
| Santiago Ferrando  | 110m horden (m)          | DNS         | serie 5: niet gestart |
| Máximo Reyes       | hink-stap-springen (m)   | 15e         | kwalificatie groep B: 8ste met 14,38m                                                                                       |
| Luis Ganoza        | polsstokhoogspringen (m) | 16e         | kwalificatie: 16de met 3,70m                                                                                                |
| Jaime Piqueras     | polsstokhoogspringen (m) | 17e         | kwalificatie: 17de met 3,60m                                                                                                |
| Eduardo Julve      | kogelstoten (m)          | DNS         | kwalificatie: niet gestart                                                                                                  |
| Lionelo Patiño     | kogelstoten (m)          | DNF         | kwalificatie groep B: geen geldige poging                                                                                   |
| Manuel Consiglieri | discuswerpen (m)         | 17e         | kwalificatie: 17de met 43,01m                                                                                               |
| Eduardo Julve      | discuswerpen (m)         | 12e         | kwalificatie: 11de met 45,86m finale: 12de met 44,05m                                                                       |
| Luis Ganoza        | speerwerpen (m)          | DNS         | niet gestart |
| Jaime Piqueras     | speerwerpen (m)          | DNS         | niet gestart |
| Eduardo Julve      | tienkamp (m)             | DNF         | 100m: 9de in 11,6 verspringen: 10de met 6,665m kogelstoten: 6de met 13,03m hoogspringen: 23ste met 1,65m 400m: 13de in 53,5 |

### Basketbal
| Olympiër | Discipline | Resultaat | Prestatie |
| --- | ---------- | --------- | --- |
| Guillermo Ahrens Valdivia Carlos Alegre Benavides David Descalzo Álvarez Virgilio Drago Burga Alberto Fernández Calderón Arturo Ferreyros Pérez Eduardo Fiestas Arce Rodolfo Salas Crespo Luis Sánchez Maquiavelo R. Ríos Soracco José Vizcarra Nieto | mannen     | 10e       | groep C: 4de V van Tsjecho-Slowakije: 30-38 W van Egypte: 52-27 W van Zwitserland: 49-19 V van Argentinië: 34-42 V van Verenigde Staten: 33-61 9-16de plek: W van Cuba: 45-40 9-12de plek: W van Filipijnen: 40-29 9-10de plek: V van Canada: 43-49 |

| Groep C |                   |             |             |             |            |            |            |        |
| #       | Land              | Wedstrijden | Wedstrijden | Wedstrijden | Doelpunten | Doelpunten | Doelpunten | Punten |
| #       | Land              | G           | W           | V           | V          | T          | Saldo      | Punten |
| 1       | Verenigde Staten  | 5           | 5           | 0           | 325        | 167        | +158       | 10     |
| 2       | Tsjecho-Slowakije | 5           | 4           | 1           | 217        | 190        | +27        | 9      |
| 3       | Argentinië        | 5           | 3           | 2           | 236        | 199        | +37        | 8      |
| 4       | Peru              | 5           | 2           | 3           | 198        | 187        | +11        | 7      |
| 5       | Egypte            | 5           | 1           | 4           | 162        | 256        | -94        | 6      |
| 6       | Zwitserland       | 5           | 0           | 5           | 120        | 269        | -149       | 5      |

| Ronde       | Plaats            | Land  | Score       | Land |
| ----------- | ----------------- | ----- | ----------- | ---- |
| Groepsfase  |                   |       |             |      |
| Londen      | Tsjecho-Slowakije | 38-30 | Peru        |      |
| Londen      | Peru              | 52-27 | Egypte      |      |
| Londen      | Peru              | 49-19 | Zwitserland |      |
| Londen      | Argentinië        | 42-34 | Peru        |      |
| Londen      | Verenigde Staten  | 61-33 | Peru        |      |
| 9-16de plek |                   |       |             |      |
| Londen      | Peru              | 45-40 | Cuba        |      |
| 9-12de plek |                   |       |             |      |
| Londen      | Peru              | 45-29 | Filipijnen  |      |
| 9-10de plek |                   |       |             |      |
| Londen      | Canada            | 49-43 | Peru        |      |

### Boksen
| Olympiër           | Discipline | Resultaat | Prestatie                                                                      |
| ------------------ | ---------- | --------- | ------------------------------------------------------------------------------ |
| Carlomagno Meneses | -51kg (m)  | 17e       | 1ste ronde: V van FRA Cochin: punten                                           |
| Salvador Rivera    | -54kg (m)  | 9e        | 1ste ronde: W van SWE Ahlin: punten 2de ronde: V van HUN Csík: punten          |
| Pedro García       | -58kg (m)  | 9e        | 1ste ronde: W van DEN Sørensen: punten 2de ronde: V van POL Antkiewicz: punten |
| Luis Gutiérrez     | -62kg (m)  | DNS       | 1ste ronde: V van SUI Schmidiger: walk-over                                    |
| Vicente Quiroz     | -80kg (m)  | DNS       |                                                                                |

### Gewichtheffen
| Olympiër                | Discipline  | Resultaat | Prestatie                                                                                   |
| ----------------------- | ----------- | --------- | ------------------------------------------------------------------------------------------- |
| Gonzalo Alvarado        | -67,5kg (m) | 16e       | drukken: 12de met 90kg trekken: 12de met 95kg stoten: 14de met 120kg totaal: 305kg          |
| Alex Bisiak             | -82,5kg (m) | 15e       | drukken: 14de met 97,5kg trekken: 16de met 102,5kg stoten: 15de met 132,5kg totaal: 332,5kg |
| Carlos Dominguez Mavila | -67,5kg (m) | 10e       | drukken: 6de met 117,5kg trekken: 12de met 105kg stoten: 11de met 140kg totaal: 362,5kg     |

### Schermen
| Olympiër      | Discipline | Resultaat | Prestatie                                                                        |
| ------------- | ---------- | --------- | -------------------------------------------------------------------------------- |
| Hugo Higueras | degen (m)  | DNS       | 1ste ronde groep 8: niet gestart                                                 |
| Carlos Iturri | degen (m)  | 50e       | 1ste ronde groep 7: 5de met 1 overwinning                                        |
| Hugo Higueras | floret (m) | 50        | 1ste ronde groep 1: 7de met 2 overwinningen                                      |
| Hugo Higueras | sabel (m)  | DNS       | 1ste ronde groep 7: niet gestart                                                 |
| Jorge Sarria  | sabel (m)  | 26e       | 1ste ronde groep 8: 3de met 3 overwinningen kwartfinale 1: 6de met 1 overwinning |

### Schietsport
| Olympiër           | Discipline                  | Resultaat | Prestatie                          |
| ------------------ | --------------------------- | --------- | ---------------------------------- |
| Enrique Baldwin    | 50m geweer liggend (m)      | 6e        | 596 punten: (99-100-98-100-99-100) |
| Augusto Larrabure  | 50m geweer liggend (m)      | 35e       | 586 punten: (97-97-96-98-98-100)   |
| Luis Mantilla      | 50m geweer liggend (m)      | 41e       | 586 punten: (97-96-98-98-100-97)   |
| Enrique Baldwin    | 300m geweer 3 houdingen (m) | 20e       | 1052 punten: (380-351-321)         |
| César Injoque      | 50m pistool (m)             | 34e       | 507 punten: (81-85-80-85-87-89)    |
| Wenceslao Salgado  | 50m pistool (m)             | 27e       | 512 punten: (78-91-85-90-84-84)    |
| Edwin Vásquez      | 50m pistool (m)             | Goud      | 545 punten: (93-89-89-91-90-93)    |
| Enrique Mendizábal | 25m snelvuurpistool (m)     | 48e       | 480 punten: (230-250)              |
| Froilán Tantaleán  | 25m snelvuurpistool (m)     | 35e       | 520 punten: (263-257)              |
| Raúl Valderrama    | 25m snelvuurpistool (m)     | 37e       | 506 punten: (257-249)              |

### Wielersport
| Olympiër                               | Discipline            | Resultaat | Prestatie      |
| -------------------------------------- | --------------------- | --------- | -------------- |
| Hernán Llerena                         | wegwedstrijd (m)      | DNF       | niet gefinisht |
| Pedro Mathey                           | wegwedstrijd (m)      | DNF       | niet gefinisht |
| Luis Poggi                             | wegwedstrijd (m)      | DNF       | niet gefinisht |
| Hernán Llerena Pedro Mathey Luis Poggi | wegwedstrijd team (m) | DNF       | niet gefinisht |

Afghanistan · Argentinië · Australië · België · Bermuda · Birma · Brazilië · Brits-Guiana · Canada · Ceylon · Chili · Colombia · Cuba · Denemarken · Egypte · Filipijnen · Finland · Frankrijk · Griekenland · Groot-Brittannië · Hongarije · Ierland · IJsland · India · Irak · Iran · Italië · Jamaica · Joegoslavië · Libanon · Liechtenstein · Luxemburg · Malta · Mexico · Monaco · Nederland · Nieuw-Zeeland · Noorwegen · Oostenrijk · Pakistan · Panama · Peru · Polen · Portugal · Puerto Rico · Republiek China · Singapore · Spanje · Syrië · Trinidad en Tobago · Tsjecho-Slowakije · Turkije · Uruguay · Venezuela · Verenigde Staten · Zuid-Afrika · Zuid-Korea · Zweden · Zwitserland